# مركز كلال
مركز كلال (بالعبرية: מרכז כלל) ، مبنى مكون من 15 طبقة في شارع يافا في القدس الغربية.